# Arheplastidi
Arheplastidi (lat. Archaeplastida; Plantae sensu lato),  jedna od glavnih skupina eukariota koja okuplja crvene alge (Rhodophyta) i glaukofite (Glaucophyta), kolektivno nazivane Biliphyta, zelene alge i kopnene biljke (Embryophyta).
Svi arheplastidi imaju plastide poznate kao kloroplasti, a molekularni dokazi pokazuju da su svi arheplastidi evoluirali iz endosimbiotskog odnosa između heterotrofnog protista i cijanobakterije. Organizmi svih ovih triju skupina, bilifita, zelenih alga i embriofita, imaju plastide okružene dvjema membranama, dok u svim ostalim skupinama, plastidi su okruženi s tri ili četiri membrane.
Crvene alge koje također spadaju u ovu skupinu, crvenu boju dobivaju od crvenog pigmenta fikoeritrina, koji prekriva klorofil pa im daje crvenu boju. Crvene i zelene alge uključuju jednostanične, višestanične i kolonijalne oblike.
Parožine (Charophyta) najbliži su kopneni srodnici zelenih morskih alga (Chlorophyta).

## Vanjske poveznice
|  | Zajednički poslužitelj ima još gradiva o temi Archaeplastida |
|  | Wikivrste imaju podatke o taksonu Archaeplastida             |